# Памятник О. Э. Мандельштаму (Воронеж)
Памятник Осипу Мандельштаму в Воронеже — скульптура поэта Осипа Мандельштама, установленная в Воронеже на входе в парк «Орлёнок».

## История
Памятник поэту был установлен в канун 70-летия со дня его смерти. Местом установки памятника был выбран вход в парк «Орлёнок» — напротив дома (ул. Ф. Энгельса, 13), где Осип Мандельштам жил с женой во время трёхлетней ссылки в Воронеже в 1934—1937 гг. Здесь он создал свои «Воронежские тетради».
Памятник был создан скульптором Лазарем Гадаевым и открыт 4 сентября 2008 г. Проект этого памятника (авторы — скульптор Лазарь Гадаев и архитектор Александр Гагкаев) принял участие в 2007 г. в конкурсе на лучший монумент Мандельштаму, проводившийся в Москве. Однако в финале конкурса победил проект архитектора Александра Бродского и скульпторов Дмитрия Шаховского и Елены Мунц. Поэтому доработанный (убрали стопку книг у ног поэта) памятник работы Гадаева и архитектора Евгения Барсукова был установлен не в Москве, а в Воронеже.
Монумент достигает в высоту 2 м и отлит из бронзы. Поэт стоит, высоко подняв голову и прижав руку к груди.
Это третий памятник Мандельштаму, установленный в России (первый был воздвигнут во Владивостоке, второй — в Санкт-Петербурге, но официального статуса памятника тогда ещё не имел).